# Jens Volkmann (Mediziner)
Jens Volkmann (* 21. Oktober 1967 in Velbert) ist ein deutscher Neurologe.

## Werdegang
Mit dem Medizinstudium an der Heinrich-Heine-Universität Düsseldorf begann Volkmann parallel ein Studium der Chemie.
Nach einem an das Studium anschließenden Forschungsaufenthalt in den Vereinigten Staaten promovierte er 1994 unter Hans-Joachim Freund in Düsseldorf mit einer Arbeit zum Gehirn-Netzwerk des Ruhetremors bei Parkinsonpatienten. Nach einem Wechsel an die Christian-Albrechts-Universität zu Kiel habilitierte er sich dort 2001 mit Forschungen zur Behandlung der Parkinson-Krankheit mit Hochfrequenzstimulation tiefer Hirnregionen.
Volkmann arbeitete in Kiel als Leitender Oberarzt und Stellvertreter des Direktors der Neurologischen Klinik am Universitätsklinikum in Kiel. unter Günther Deuschl. 2007 wurde er zum außerplanmäßigen Professor ernannt. Volkmann ging 2010 an die Julius-Maximilians-Universität Würzburg; er erhielt dort eine Professur und wurde als Nachfolger Klaus Toykas Direktor der Neurologischen Klinik des Universitätsklinikums Würzburg.
Jens Volkmann führt die Zusatzbezeichnungen Geriatrie und Spezielle neurologische Intensivmedizin.

## Arbeitsgebiete
Volkmanns besonderes Forschungsinteresse betrifft die Tiefe Hirnstimulation zur Linderung von Beschwerden, die bei der Parkinson-Krankheit und anderen neurologischen Bewegungsstörungen auftreten. Fernziel ist dabei die Entwicklung von Neuroprothesen und Schrittmachern zur gezielten und bedarfsgesteuerten Stimulation betroffener Hirnregionen. Im Sinne des Wandels der Neurologie von einem primär diagnostischen zu einem schwerpunktmäßig therapeutischen Fachgebiet im Zuge der fortentwickelten Therapiemöglichkeiten ist er um die Implementierung einer neurologischen Notfallmedizin bemüht.
Zusammen mit Frank Elstner, der an Parkinson leidet, schrieb er ein Buch über Patientenerfahrungen mit der Krankheit und den Therapiemöglichkeiten, das die Aufmerksamkeit der Öffentlichkeit auf die Krankheit lenken und zu ihrer Aufklärung und Bewusstseinsbildung beitragen soll.
Gemeinsam mit Andrea Kühn, Charité, leitet er den Transregio-Sonderforschungsbereich (TRR295, Retuning dynamic motor neetwork disorders using neuromodulation), in dem Wirkmechanismen der Neuromodulation bei motorischen Netzwerkstörungen des Gehirns untersucht werden mit dem Ziel einer Therapieoptimierung.

## Gremienarbeit
Volkmann ist Mitglied der Deutschen Parkinson Gesellschaft (DPG) und fungierte als ihr Präsident. Er war Mitorganisator der Parkinson Stiftung. Bei seiner Arbeit in der Deutschen Parkinson Gesellschaft liegt ihm die Nachwuchsförderung besonders am Herzen. Als Präsident der Deutschen Gesellschaft für Klinische Neurophysiologie und funktionelle Bildgebung (DGKN) organisierte er den Jahreskongress 2022 (DGKN2022) in Würzburg mit dem Ziel durch interdisziplinären Austausch das Verständnis und die Behandlung von Gehirn-Netzwerk-Störungen zu verbessern.

## Auszeichnungen
- 2010: Dingebauer-Preis der Deutschen Gesellschaft für Neurologie[7]
- 2012: Albert Kölliker-Lehrpeis der Medizinischen Fakultät der Universität Würzburg[8]

## Schriften
- Magnetenzephalographische Untersuchungen zur Pathogenese der Parkinsonschen Ruhetremors. Shaker, Aachen 1995, ISBN 978-3-8265-1103-5 (Dissertation, Universität Düsseldorf).
- Die chronische Hochfrequenzstimultion des Globus pallidus internus oder Nucleus subthalamicus zur Behandlung der fortgeschrittenen Parkinson-Krankheit. Universität Kiel, 2001 (Habilitationsschrift).
- Tiefe Hirnstimulation. Steinkopff, Darmstadt, 2004, ISBN 978-3-642-62359-2
- Mit Frank Elstner: „Dann zitter ich halt“ – Leben trotz Parkinson. Symptome – Behandlung – Perspektiven, Piper, München 2021, ISBN 978-3-492-07112-3.